# Хипоманија
Хипоманија је ментални поремећај у коме је понашање слично маничном, али знатно блаже. Појединац у стању хипоманије изгледа еуфорично, енергизовано и „креативно”, нестрпљив је и лоше расуђује.